# Winnaretta Singerová
Winnaretta Singerová, kněžna de Polignac (8. ledna 1865, New York – 26. listopadu 1943, Londýn) byla americko-francouzská mecenáška umění a filantropka, dědička jmění firmy na šicí stroje Singer. Financovala celou řadu prospěšných aktivit, zejména hudební salon, kde mezi její ochránce patřili Debussy a Ravel, a četné projekty v oblasti veřejného zdraví v Paříži, kde většinu svého života bydlela. Singerová postupně uzavřela dvě manželství, která však nebyla konzumována, a otevřeně udržovala mnoho vztahů se ženami.

## Mládí a rodina
Winnaretta Singerová byla dvacátá z 24 dětí Isaaca Singera. Její matkou byla jeho druhá manželka Isabella Eugenie Boyerová. Winnaretta se narodila v Yonkers v státě New York. Po americké občanské válce se rodina Singerových přestěhovala do Paříže, kde zůstala až do prusko-francouzské války v roce 1870. Rodina se poté usadila v Anglii, nejprve v Londýně, a poté v Paigntonu v Devonu, kde se usadili v paláci Oldway Mansion se 115 místnostmi, který nechal postavit její otec.

### Příbuzní
Winnarettin starší bratr Adam Mortimer Singer se stal anglickým šlechticem. Její mladší sestra Isabelle-Blanche (1869–1896) se provdala za Jeana vévodu Decazese. Jejich dcera, Daisy Fellowes, byla po smrti Isabelle-Blanche vychovávána Winnarettou a stala se známou členkou vyšší společnosti, jež udávala módní trendy, a redaktorkou časopisu. Winnarettin mladší bratr Paris Singer byl jedním z architektů a finančníků letoviska Palm Beach na Floridě; měl dítě s Isadorou Duncanovou. Další bratr Washington Singer se stal významným sponzorem University College na jihozápadě Anglie, z níž později vznikla Exeterská univerzita; jedna z budov univerzity je pojmenována na jeho počest.

## Manželství a vztahy

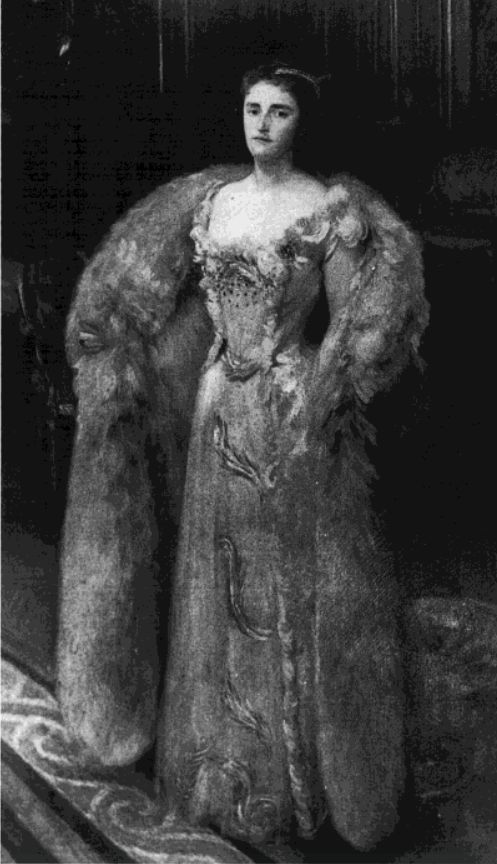
John Singer Sargent (1856–1925). Kněžna de Scey-Montbeliardová, 1889

Po smrti Isaaca Singera v roce 1875 se Isabelle a její děti přestěhovaly zpět do Paříže. Ačkoli byla v soukromí známá jako lesba, Winnaretta se ve věku 22 let provdala za knížete Louise de Scey-Montbéliarda. Manželství bylo anulováno katolickou církví v roce 1892, pět let po svatební noci, během která údajně nevěsta vylezla na skříň a vyhrožovala ženichovi, že ho zabije, jestli se k ní přiblížil.
V roce 1893, ve věku 29 let, vstoupila Singerová ze společenských důvodů do stejně cudného manželství s 59letým knížetem Edmondem de Polignac (1834–1901), homosexuálním amatérským hudebním skladatelem. Manželství s mužem z vážené šlechtické rodiny jí přineslo zvýšení prestiže, poškozené předchozím rozvodem, a kníže Polignac sňatkem s bohatou nevěstou vyřešil své finanční problémy. Přestože šlo o nekonzumované a tzv. levandulové manželství (spojení mezi homosexuálem a lesbou), bylo založeno na hluboké lásce, vzájemném respektu, porozumění a uměleckém přátelství, vyjádřeném zejména společnou láskou k hudbě. Ve stejném roce vystavila Singerová své výtvarné práce v Paláci výtvarných umění na Světové výstavě v Chicagu.

### Lesbické vztahy
Singerová udržovala vztahy s mnoha ženami, nikdy se je nepokoušela skrývat a nikdy nebyla delší dobu bez milenky. Bylo tomu tak i během jejích manželství a později, a často je měla s vdanými ženami. Znepokojený manžel jedné z jejích milenek se kdysi postavil před kněžnin palác v Benátkách a prohlásil: „Pokud jste napůl muž, což si myslím, že jste, vyjděte ven a bijte se se mnou.“
Jako kněžna Polignacová měla vztah s malířkou Romaine Brooksovou, který začal v roce 1905 a který účinně ukončil její předchozí poměr s Olgou de Meyer, která byla v té době vdaná a jejímž kmotrem (a údajně biologickým otcem) byl Edward VII. Skladatelka a dirigentka Ethel Smyth do ní byla také hluboce zamilovaná. Začátkem dvacátých let se Polignacová sblížila s klavíristkou Renatou Borgattiovou. V letech 1923 až 1933 byla její milenkou britská celebrita a autorka románů Violet Trefusisová, se kterou měla milující, ale často bouřlivý vztah. Alvilde Chaplinová, budoucí manželka autora Jamese Lees-Milnea, měla se Singerovou vztah od roku 1938 do roku 1943; obě ženy spolu žily v Londýně v době Winnarettiny smrti.

## Patronka umění
V roce 1894 založili manželé de Polignac v Paříži salón v hudebním sále svého sídla na Avenue Henri-Martin (dnes Avenue Georges-Mandel). Salon Polignaců se stal známým jako útočiště avantgardní hudby. Konaly se zde premiéry děl Chabriera, d'Indyho, Debussyho, Faurého a Ravela. Mladý Ravel věnoval své klavírní dílo Pavana za mrtvou infantku kněžně de Polignac. Mnoho scén ze salonního života v díle Marcela Prousta bylo inspirováno návštěvami tohoto salonu.
Po smrti manžela Winnaretta Singerová-Polignacová využívala své jmění ve prospěch umění, vědy a literatury. Rozhodla uctít manželovu památku objednáním několika děl mladých skladatelů své doby; mimo jiné k nim patřili Igor Stravinskij (skladba Renard), Erik Satie (Socrate; na kněžninu přímluvu byl Satie propuštěn z vězení, aby mohl komponovat), Darius Milhaud (Les Malheurs d'Orphée), Francis Poulenc (Koncert pro dva klavíry a Varhanní koncert), Jean Françaix (Le Diable boîteux a Sérénade pour douze instruments), Kurt Weill (Druhá symfonie) a Germaine Tailleferreová (První klavírní koncert). Uspořádala také premiéru El retablo de maese Pedro od Manuela de Fally, na cembalo přitom hrála Wanda Landowska.
Kromě Prousta a Antonia de La Gándary navštěvovali salon kněžny de Polignac také Isadora Duncanová, Jean Cocteau, Claude Monet, Sergej Ďagilev a Colette . Byla také patronkou mnoha dalších, včetně Nadii Boulangerové, Clary Haskilové, Dina Lipattiho, Arthura Rubinsteina, Vladimira Horowitze, Armandy de Polignacové, Ethel Smythové, Le Corbusiera, Adely Maddisonové, Ruského baletu, Pařížské opery a Pařížského symfonického orchestru. Sama ve svém salonu vystupovala jako klavíristka a varhanice a byla také vynikající malířkou, která vystavovala v Académie des Beaux-Arts. Jedno její plátno se kdysi objevilo v jisté umělecké galerii inzerované jako Manetovo dílo.

## Veřejné projekty
Winnaretta Singerová-Polignacová přinesla také významné podněty pro vývoj veřejného bydlení v Paříži. Její bytový projekt pro chudé pracující v Rue de la Colonie z roku 1311 byl považován za modelový. Ve 20. a 30. letech 20. století pověřila Singerová architekta Le Corbusiera, aby přestavěl nebo postavil několik veřejných útulků pro pařížskou Armádu spásy. Le Corbusierovy plány této ubytovny ukazují soukromý byt v nejvyšším patře pro "paní Singerovou". Se svou přítelkyní Madeleine Zillhardtovou Singerová koupila loď Louise-Catherine, pojmenovanou na památku Louise Catherine Breslauové, společnice Zillhardtové. Loď byla rekonstruována Le Corbusierem v roce 1929, aby byla v zimě útočištěm Armády spásy pro bezdomovce a v létě táborem pro děti. Kotvila v Paříži na březích Seiny u Pont des Arts a u Pont d'Austerlitz.
Během první světové války pomohla Singerová-Polignacová ve spolupráci s Marií Curieovou přeměnit soukromé limuzíny na mobilní radiologické jednotky, aby sloužily raněným vojákům na frontě.
V meziválečném období spolupracovala Singerová-Polignacová s Consuelou Vanderbiltovou Balsanovou na výstavbě nemocnice s 360 lůžky, která měla poskytovat lékařskou péči pracujícím. Výsledkem tohoto úsilí je Fochova nemocnice, která se nachází ve francouzském předměstí Suresnes. Součástí nemocnice je také škola pro ošetřovatele a je jednou z nejlepších nemocnic ve Francii, zejména pro transplantace ledvin. Zůstala věrná svému původu a zůstala soukromou neziskovou institucí, která stále slouží pařížské komunitě. Spravuje ji Fondation médicale Franco-américaine du Mont-Valérien, běžně nazývaná Fondation Foch.

## Nadace Fondation Singer-Polignac
Po smrti Singerové-Polignacové pokračovalo její dědictví osvícené štědrosti v činnosti nadace Fondation Singer-Polignac. Cílem nadace, která byla vytvořena v roce 1928, je podpora vědy, literatury, umění, kultury a francouzské filantropie prostřednictvím darů a burz. Nadace pokračuje v uvádění koncertů a recitálů v hudební místnosti zámku Polignac. Představení nejprve organizovala Nadia Boulangerová, která připravovala programy, jež vedle sebe kladly starou hudbu a moderní skladby. Po smri Boulangerové v roce 1979 se organizace koncertů ujal skladatel Jean Françaix.